# Бінарна суміш вугілля
Бінарна суміш вугілля — суміш двох марок вугілля, що збагачуються разом у кількісному співвідношенні, яке прийнятне за умовами ефективного використання цієї суміші в складі коксової шихти (за показниками здатності шихти до коксування). Наукові дослідження і успішне промислове впровадження збагачення бінарних сумішей виконано на Ясинівському коксохімічному заводі у 1990-х роках.